# Indagini ad alta quota
Indagini ad alta quota, conosciuto come Air Crash Investigation o Mayday - Scena del disastro (Mayday, a.k.a. Air Disaster, a.k.a. Air Emergency), è un programma televisivo documentaristico canadese prodotto dalla Cineflix.
In Italia va in onda su Focus.

## Trama
Il programma analizza incidenti, mancati incidenti (near miss), dirottamenti e attentati aerei realmente accaduti per mezzo di ricostruzioni sceneggiate e immagini generate al computer, basandosi su rapporti ufficiali e testimonianze oculari. In ogni episodio esperti di aviazione, piloti, testimoni e investigatori sono intervistati sulle cause dell'incidente analizzato e sulle modalità di investigazione. Ripercorrendo la sequenza di eventi a partire dalle prove disponibili, ciascun documentario si propone di ricostruire con precisione la dinamica degli eventi e al contempo di illustrare le raccomandazioni e le prescrizioni introdotte a seguito degli incidenti stessi, per evitare il ripetersene.
In molti episodi l'analisi delle scatole nere (e in particolare del CVR, cockpit voice recorder, registratore di voci della cabina di pilotaggio) e delle conversazioni coi controllori del traffico aereo consente di ricostruire i dialoghi tra i piloti. Passeggeri e membri dell'equipaggio intervistati (laddove vi siano sopravvissuti) sono poi interpretati da attori nella ricostruzione scenica dell'incidente che, a seconda delle cause, si focalizza su aspetti diversi che riguardano il mondo dell'aviazione civile come il controllo del traffico aereo, sicurezza, manutenzione dei velivoli nonché pilotaggio degli stessi, condizioni meteorologiche, aeroporti e compagnie aeree. Al momento dell'emergenza diverse viste esterne dell'aereo, riprese o ricostruite al computer, aiutano a meglio comprendere le dinamiche dell'incidente. Il programma mostra come la quasi totalità dei disastri sia dovuta più a una catena di eventi che a una singola causa.

## Episodi
A marzo 2023 sono 260 gli episodi trasmessi in lingua originale, inclusi 5 speciali Science of Disaster in cui sono trattati più incidenti (stagioni 6 e 8), spin-off Crash Scene Investigation riguardanti incidenti navali e ferroviari (stagione 3, episodi 9, 11 e 12), e un episodio speciale di 90 minuti Collisione fatale (Crash of the Century) dedicato al più grave incidente della storia dell'aviazione, il disastro di Tenerife. La 23ª stagione è stata trasmessa in lingua originale dal 3 gennaio 2023.
La trasmissione in Italia delle prime stagioni presenta saltuariamente sigle e titoli diversi a seconda dell'episodio trasmesso. A volte infatti il programma è denominato anche Air Crash Investigation o Mayday - Scena del disastro.
La voce narrante è di Saverio Indrio.
| Stagione                 | Episodi | Prima TV originale | Prima TV Italia |
| ------------------------ | ------- | ------------------ | --------------- |
| Prima stagione           | 6       | 2003               |                 |
| Seconda stagione         | 6       | 2005               |                 |
| Terza stagione           | 14      | 2005               |                 |
| Quarta stagione          | 10      | 2007               |                 |
| Quinta stagione          | 10      | 2008               |                 |
| Sesta stagione           | 3       | 2007               |                 |
| Settima stagione         | 8       | 2009               |                 |
| Ottava stagione          | 2       | 2009               |                 |
| Nona stagione            | 8       | 2010               |                 |
| Decima stagione          | 6       | 2011               | 2022            |
| Undicesima stagione      | 13      | 2011               | 2012            |
| Dodicesima stagione      | 13      | 2012               | 2012-2013       |
| Tredicesima stagione     | 11      | 2013               | 2014            |
| Quattordicesima stagione | 11      | 2015               | 2015            |
| Quindicesima stagione    | 10      | 2016               | 2016            |
| Sedicesima stagione      | 10      | 2016               | 2016-2017       |
| Diciassettesima stagione | 10      | 2017               | 2017            |
| Diciottesima stagione    | 10      | 2018               | 2018            |
| Diciannovesima stagione  | 10      | 2019               | 2019            |
| Ventesima stagione       | 10      | 2020               | 2020            |
| Ventunesima stagione     | 10      | 2021               | 2021            |
| Ventiduesima stagione    | 10      | 2022               | 2022            |
| Ventitreesima stagione   | 10      | 2023               | 2023            |

### Spin-offI grandi disastri
| Stagione         | Episodi | Prima TV originale | Prima TV Italia |
| ---------------- | ------- | ------------------ | --------------- |
| Prima stagione   | 10      | 2018               | 2018            |
| Seconda stagione | 10      | 2019               | 2019            |
| Terza stagione   | 10      | 2020               | 2020            |
| Quarta stagione  | 10      | 2021               | 2021            |
| Quinta stagione  | 10      | 2022               | 2022            |

## Produzione
La produzione del programma ebbe inizio il 13 agosto 2002 con un budget di circa 2,5 milioni di dollari canadesi e sei episodi da un'ora l'uno.

## Distribuzione
La serie è stata distribuita in 144 paesi e tradotta in 26 lingue. In Italia è trasmessa dal canale televisivo Focus, dopo essere andata in onda in passato su National Geographic, disponibile a pagamento sulla piattaforma satellitare Sky, e in chiaro su DMAX.